# Gmina Płoty
Die Gmina Płoty (Gemeinde Plathe) ist eine Stadt- und Landgemeinde in der Woiwodschaft Westpommern in Polen. Die Gemeinde bildet den südlichen Teil des Powiat Gryficki (Greifenberger Kreis). Hauptort der Gemeinde ist die Kleinstadt Płoty (Plathe). Die Gemeinde umfasst eine Fläche von 239 km² und zählt um 9.000 Einwohner.

## Gemeindegliederung
Zur Gmina Płoty gehören
- die Stadt Płoty (Plathe)

und 20 Ortsteile („Schulzenämter“), denen weitere Ortschaften eingegliedert sind:
Ortsteile:
| - Czarne (Neuenhagen) - Gostyń Łobeskie (Justin) - Karczewie (Marienau) - Kocierz (Kutzer) - Krężel (Henkenheide) - Lisowo (Lietzow) - Luciąża (Sack) - Makowice (Mackfitz) - Mechowo (Zimmerhausen) - Modlimowo (Muddelmow) | - Natolewice (Natelfitz) - Pniewo (Pinnow) - Potuliniec (Heydebreck) - Słudwia (Karolinenhof) - Sowno (Zowen) - Truskolas (Trutzlatz) - Wicimice (Witzmitz) - Wyszobór (Wisbu) - Wyszogóra (Piepenburg) - Wytok (Fier) |

Weitere Ortschaften:
| - Bądkowo (Bandekow) - Bucze (Ziegelei) - Charnowo (Ostenhagen) - Dąbie (Woldenburg) - Dalimierz (Kurtshagen) - Darszyce (Buchwald) - Dobiesław (Altenhagen) - Gardomino (Kardemin) - Gościejewo (Berndtshof) - Gostyński Bród (Justiner Mühle) - Jarzysław (Stadthof) - Kłodno (Charlottenhof) | - Kobuz (Mühlengraben) - Kopaniny (Krebskathen) - Łęczna (Henningswalde) - Łowiska (Mittelhagen) - Lusowo (Lüssow) - Makowiska (Mackfitzer Feld) - Natolewiczki (Neu Natelfitz) - Ostrobodno (Ostenheide) - Pniewko (Pinnow Ausbau) - Wicimiczki (Neu Witzmitz) - Wilczymiec (Wilksfreude) |

## Söhne und Töchter (Auswahl)

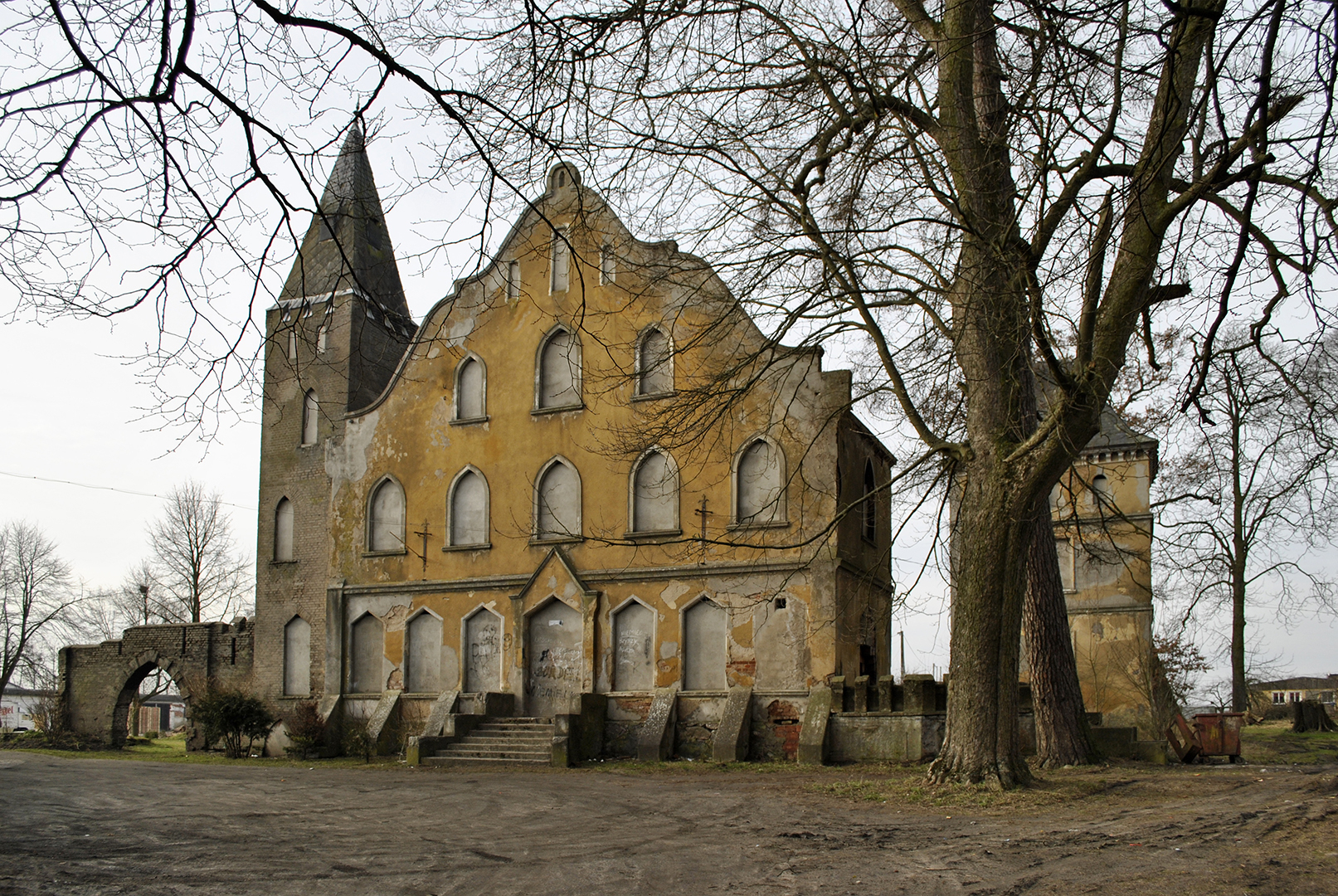
Ruine des Palastes Lietzow

- Georg von Eisenhart-Rothe (1849–1942), deutscher Politiker
- Paul von Eisenhart-Rothe (1857–1923), königlich preußischer Provinzialbeamter und Landwirtschaftsminister
- Hans von Eisenhart-Rothe (1862–1942), deutscher Verwaltungsjurist in Preußen